# 타우랑가

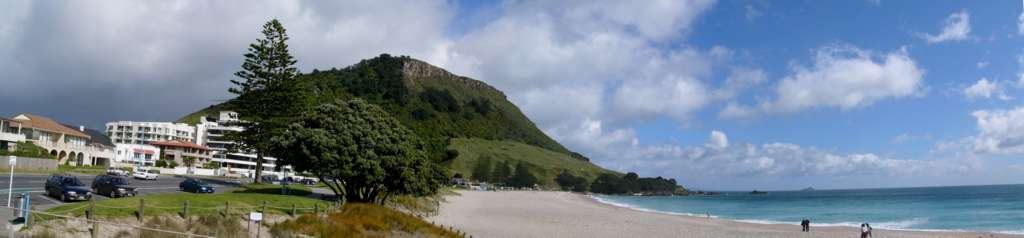
마웅가누이산 전경

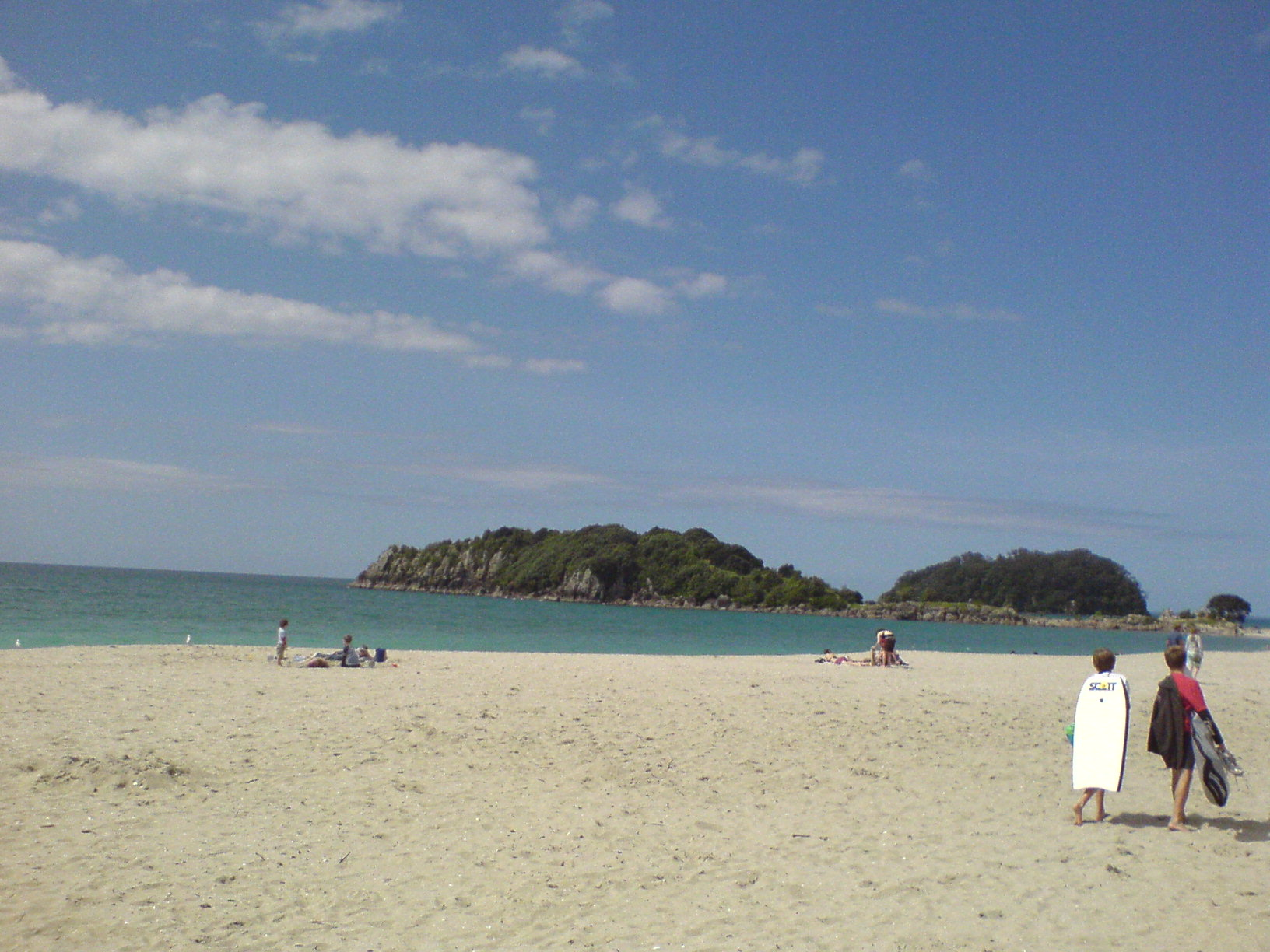
마웅가누이산 주요 해변

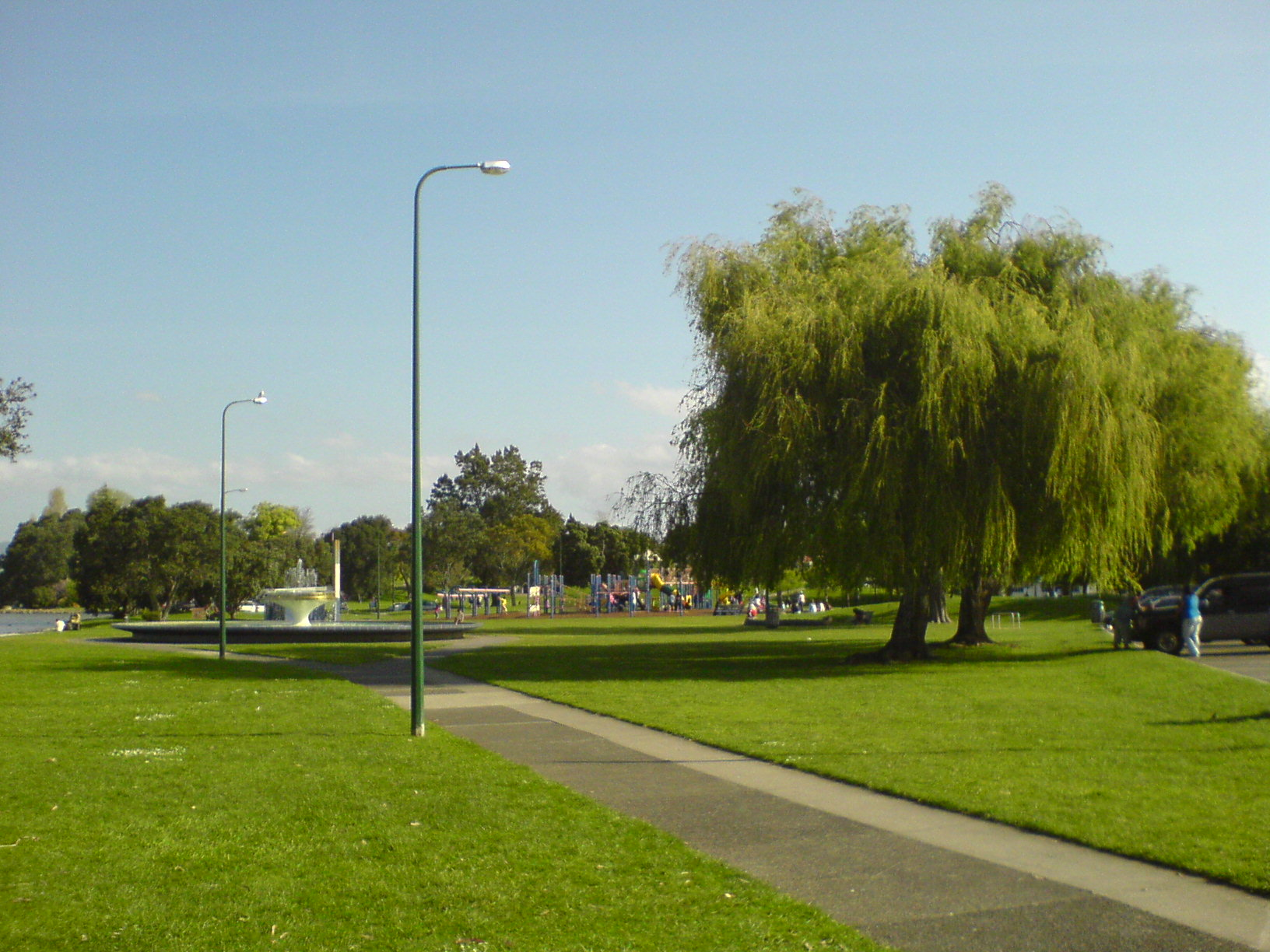
메모리얼 공원

타우랑가(Tauranga)는 뉴질랜드 북섬 북동부에 있는 베이오브플렌티 지방의 중심 도시이다. 2006년을 기준으로 인구는 101,200명이며, 베이 오브 플렌티 지방(Bay of Plenty)의 중심 도시이다.

## 개요
상업 항구으로 온화한 기후와 아름다운 자연 리조트 휴양지로도 알려져 있고, 해양스포츠와 낚시의 거점으로 유명하다. 타우랑가 시내에서 바다를 끼고 바로 앞에 위치하며, 마웅가누이산이 있다. 마웅가누이산은 해발 232m의 낮은 산이지만, 주변에 다른 산이 없기 때문에 시내를 한 눈에 볼 수 있는 랜드마크가 되고 있다. 또한 산 주변에는 아름다운 해변과 해수욕장이 있다.

## 역사
"타우"는 마오리어로 " 카누 선착장"을 의미하고 마오리가 처음 뉴질랜드에 카누를 접안한 위치라고 여긴다. 또한 이 도시는 마오리과 영국인들 벌어진 마오리 전쟁의 무대이기도 하다.

## 경제
뉴질랜드 최대의 목재의 적출항이 있다. 또한 키위 회사 "제스프리"(Zespri)의 본사가 있다.

## 인구
| 연도  | 인구    | ±% p.a. |
| ----- | ------- | ------- |
| 2006  | 103,881 | —       |
| 2013  | 114,789 | +1.44%  |
| 2018  | 136,713 | +3.56%  |
| 출처: |         |         |

## 기후
| 타우랑가의 기후                                                                | 타우랑가의 기후 | 타우랑가의 기후 | 타우랑가의 기후 | 타우랑가의 기후 | 타우랑가의 기후 | 타우랑가의 기후 | 타우랑가의 기후 | 타우랑가의 기후 | 타우랑가의 기후 | 타우랑가의 기후 | 타우랑가의 기후 | 타우랑가의 기후 | 타우랑가의 기후 |
| 월                                                                             | 1월             | 2월             | 3월             | 4월             | 5월             | 6월             | 7월             | 8월             | 9월             | 10월            | 11월            | 12월            | 연간            |
| ------------------------------------------------------------------------------ | --------------- | --------------- | --------------- | --------------- | --------------- | --------------- | --------------- | --------------- | --------------- | --------------- | --------------- | --------------- | --------------- |
| 역대 최고 기온 °C (°F)                                                         | 33.7 (92.7)     | 33.9 (93.0)     | 30.3 (86.5)     | 28.4 (83.1)     | 23.9 (75.0)     | 21.9 (71.4)     | 22.8 (73.0)     | 20.7 (69.3)     | 24.7 (76.5)     | 25.6 (78.1)     | 29.2 (84.6)     | 30.6 (87.1)     | 33.9 (93.0)     |
| 일평균 최고 기온 °C (°F)                                                       | 24.3 (75.7)     | 24.4 (75.9)     | 22.9 (73.2)     | 20.3 (68.5)     | 17.7 (63.9)     | 15.4 (59.7)     | 14.6 (58.3)     | 15.2 (59.4)     | 16.7 (62.1)     | 18.5 (65.3)     | 20.5 (68.9)     | 22.6 (72.7)     | 19.4 (66.9)     |
| 일일 평균 기온 °C (°F)                                                         | 19.8 (67.6)     | 20.1 (68.2)     | 18.4 (65.1)     | 15.9 (60.6)     | 13.6 (56.5)     | 11.2 (52.2)     | 10.5 (50.9)     | 11.0 (51.8)     | 12.5 (54.5)     | 14.3 (57.7)     | 16.1 (61.0)     | 18.3 (64.9)     | 15.1 (59.2)     |
| 일평균 최저 기온 °C (°F)                                                       | 15.3 (59.5)     | 15.8 (60.4)     | 13.9 (57.0)     | 11.6 (52.9)     | 9.4 (48.9)      | 7.1 (44.8)      | 6.3 (43.3)      | 6.7 (44.1)      | 8.3 (46.9)      | 10.0 (50.0)     | 11.6 (52.9)     | 14.1 (57.4)     | 10.8 (51.4)     |
| 역대 최저 기온 °C (°F)                                                         | 3.3 (37.9)      | 1.7 (35.1)      | 0.7 (33.3)      | −0.6 (30.9)     | −5.3 (22.5)     | −4.8 (23.4)     | −4.2 (24.4)     | −3.4 (25.9)     | −4.6 (23.7)     | −2.3 (27.9)     | 0.6 (33.1)      | −0.9 (30.4)     | −5.3 (22.5)     |
| 평균 강우량 mm (인치)                                                          | 76.2 (3.00)     | 83.2 (3.28)     | 94.9 (3.74)     | 132.1 (5.20)    | 116.2 (4.57)    | 120.6 (4.75)    | 133.4 (5.25)    | 111.6 (4.39)    | 86.5 (3.41)     | 80.4 (3.17)     | 63.4 (2.50)     | 103.0 (4.06)    | 1,201.5 (47.32) |
| 평균 강우일수 (≥ 1.0 mm)                                                       | 6.3             | 6.7             | 8.1             | 8.7             | 9.6             | 10.7            | 11.7            | 11.7            | 10.7            | 9.6             | 8.6             | 8.5             | 110.9           |
| 평균 상대 습도 (%)                                                             | 72.8            | 76.4            | 78.5            | 79.8            | 83.3            | 85.0            | 84.3            | 81.7            | 76.2            | 76.1            | 71.8            | 73.4            | 78.3            |
| 평균 월간 일조시간                                                             | 269.0           | 221.5           | 221.4           | 184.3           | 170.9           | 134.1           | 149.9           | 176.4           | 178.2           | 214.8           | 240.0           | 241.0           | 2,401.5         |
| 출처: 뉴질랜드 국립수자원대기연구소 (평년값: 1991년~2020년, 극값: 1913년~현재) |                 |                 |                 |                 |                 |                 |                 |                 |                 |                 |                 |                 |                 |

## 자매도시
- 중국 옌타이 시
- 일본 이바라키현 히타치시
- 일본 고치현 스사키시
- 대한민국 경기도 안산시